# Refuge de Vens
Le refuge de Vens est un refuge de montagne des Alpes-Maritimes situé dans le massif du Mercantour-Argentera, sur la commune de Saint-Étienne-de-Tinée. Il surplombe le plus grand des lacs de Vens.